# Caramell
Caramell je švédská eurodance skupina. Jejími členy jsou zpěvačky Katia Löfgren a Malin Sundstrom a hudebníci Jorge "Vasco" Vasconcelo a Juha "Millboy" Myllylä.

## Diskografie
Alba
- Gott och Blandat (13. srpna 1999)
- Supergott (2001)

Písně
- Om Du Var Min (12. března 1997)
- Efter Plugget (18. června 1999)
- Jag Ser På Dig (10. září 1999)
- Explodera (upp som dynamit) (26. listopadu 1999)
- Vad Heter Du? (2001)
- Ooa Hela Natten (25. února 2002)
- Allra Bästa Vänner (18. dubna 2002)